# ترک‌های آفریقای شمالی
ترک‌های آفریقای شمالی شامل ترک‌هایی می‌شود که در دوران حکمرانی سلسله بحری، سلسله کارامانلی و امپراطوری عثمانی در شمال آفریقا شامل (لیبی، مصر، تونس و الجزایر) ساکن شده‌اند. جمعیت اجتماعات کولوگلیس بین دو تا شش میلیون تخمین زده می‌شود. به‌طور معمول تخمین محققان ترک بالاتر از حد واقعی و تخمین دولت‌های عربی کم‌تر از حد واقعی بوده‌است. هیچ آمار دقیقی از میزان آن‌ها در دست نیست و عمده آمار بر اساس تخمین‌ها است. تنها در لیبی آمار به نسبت دقیقی در حدود ۸۰ تا ۱۰۰ هزار نفر می‌باشد ولی در سه کشور دیگر هیچ تخمین مستندی وجود ندارد. اغلب این جوامع به زبان‌هایی غیر از ترکی صحبت می‌کنند. اغلب آن‌ها از نسل یک میلیون سربازی هستند که در دوران استعمار عثمانی به شمال آفریقا یورش بردند.

## آمار
| ترک‌های آفریقای شمالی |              |                |                        |
| سرزمین               | سال ساکن شدن | عنوان          | جمعیت (نفر)            |
| الجزایر              | ۱۵۱۷         | ترک‌های الجزایر | ۶۰۰ هزار تا ۲ میلیون   |
| مصر                  | ۱۵۱۷         | ترک‌های مصر     | ۱۰۰ هزار تا ۱٫۵ میلیون |
| لیبی                 | ۱۵۵۱         | ترک‌های لیبی    | کم‌تر از ۱۰۰ هزار       |
| تونس                 | ۱۵۷۴         | ترک‌های تونس    | ۵۰۰ هزار تا ۲ میلیون   |
| کل                   | مختلف        | کولوگلیس       | ۲ تا ۶ میلیون          |